# Zack Sabre Jr.
Lucas Eatwell (Isla de Sheppey, Kent, Inglaterra; 24 de julio de 1987) es un luchador profesional británico mejor conocido pór su nombre artístico Zack Sabre Jr., quien actualmente trabaja para la New Japan Pro-Wrestling. Es el actual e inaugural Campeón Mundial de la Televisión de NJPW. 
Es muy conocido por haber competido en el circuito independiente, más notablemente en las empresas Evolve, Pro Wrestling Guerrilla (PWG), Revolution Pro Wrestling (RevPro) y Defiant Wrestling. Es notablemente conocido por participar en el torneo Cruiserweight Classic de la WWE y por su estilo muy característico en el dominio de las llaves.
Ha sido seis veces campeón mundial al ser cuatro veces Campeón Peso Pesado Británico de la RPW, una vez Campeón Mundial de PWG y una vez Evolve Championship. También fue tres veces IWGP Tag Team Champion con Taichi, dos veces Campeón Indiscutible Británico por Parejas de RPW con Minoru Suzuki y también fue ganador del Battle of Los Angeles en 2015 y de New Japan Cup en 2018 y en 2022.

## Vida personal
Eatwell es un vegano.
Apoyó públicamente a Jeremy Corbyn y al Partido Laboral del Reino Unido en las elecciones generales del Reino Unido de 2017.

## Carrera

### NWA UK Hammerlock (2005-2007)
El 22 de octubre de 2005, Sabre derrotó a Falcon en Whitehaven, Cumbria, en un evento NWA UK Hammerlock para capturar el Campeonato Peso Pesado Junior NWA Reino Unido , que ha ocupado desde, defendiéndolo con éxito el 22 de julio de 2006, contra David DeVille, el 20 de septiembre de 2006, contra Paddy Morrow, el 28 de febrero de 2007, contra Jimmy Havoc, el 18 de julio de 2007, contra Jamie Stirling, y el 25 de abril de 2007, contra El Generico.

### Pro Wrestling Noah (2008-2015)
El 21 de junio de 2008, Sabre participó en un partido de equipo exclusivo británico de seis hombres, en la presentación previa de Pro Wrestling Noah en el Reino Unido en el Coventry Skydome. El equipo de Hubba Bubba Lucha (El Ligero y Bubblegum) y Luke "Dragon" Phoenix derrotaron a Saber, Dave Moralez y Mark Haskins. Al día siguiente, el 22 de junio de 2008, Saber peleó por un límite de tiempo de veinte minutos, con el extitular del Campeonato de Peso Completo Junior de GHC, Yoshinobu Kanemaru.
Sabre luchó contra varios partidos de gira con Pro Wrestling Noah entre julio y septiembre de 2011.
Sabre regresó a Pro Wrestling Noah en abril de 2012 para luchar contra varios partidos individuales en la gira Global Tag League 2012.
El 7 de diciembre, Saber y Yoshinari Ogawa derrotaron a Jushin Thunder Liger y Tiger Mask para ganar el GHC Junior Heavyweight Tag Team Championship. Perdieron el título ante Atsushi Kotoge y Taiji Ishimori el 21 de marzo de 2014, antes de recuperarlo el 12 de abril. El 5 de julio, Saber y Ogawa nuevamente perdieron el título de Kotoge e Ishimori. Sabre dejó a Noah en noviembre de 2015.

### Progress Wrestling (2012-2018)
Sabre se presentó para Progress Wrestling, con sede en Londres, en su programa debut, en un esfuerzo por perder ante Marty Scurll, en un combate votado como el Mejor Partido del Reino Unido por Alternative Wrestling Magazine, y fue alabado por la crítica. También apareció en el Capítulo Cinco en un esfuerzo de equipo de etiqueta perdedora cuando los Líderes de la Nueva Escuela fueron derrotados por los disturbios de Londres y obtuvo su primera victoria en el Capítulo Siete contra Jimmy Havoc, con Nigel McGuinness como invitado especial.
En 2015, Saber participó en el primer torneo Progress Wrestling Super Strong Style 16, compitiendo en cuatro partidos durante el fin de semana: derrotando a Zack Gibson, Tommaso Ciampa y Marty Scurll antes de perder ante Will Ospreay en la final. Sabre tuvo una revancha con Ciampa en noviembre en el primer show de Manchester Progress, que ganó Ciampa. En marzo de 2016, Sabre y Ciampa se unieron para enfrentarse a The Origin (El Ligero y Nathan Cruz) para el Campeonato de Equipo Progress Tag, pero no lograron capturar los títulos. Tras la derrota, Ciampa venció a Sabre Jr. Los dos se enfrentaron en el mayor espectáculo de Progress hasta la fecha, celebrado en la Academia Brixton en Londres, en un partido de dos caídas de tres que ganó Sabre Jr. En el Capítulo 40, Sabre Jr. desafió sin éxito a Pete Dunne para el Progress World Championship.
En Progress Orlando, Sabre derrotó a Jimmy Havoc. Luego ingresó a Super Strong Style 16 derrotando a David Starr en la primera ronda, Jack Sexsmith en el segundo al perder ante Travis Banks en la semifinal. En el Capítulo 55, derrotó al Marty Scurll que regresaba. En el Capítulo 62, derrota a Trent Seven y Chris Brookes. En el Capítulo 67, Sabre Jr. perdió contra WALTER en un contender de PROGRESS World Title #1. Saber Jr. entró al Super Strong Style 16, derrotando a Chuck Mambo en la primera ronda, David Starr en la segunda ronda, Keith Lee en la semifinal y Kassius Ohno en la final, ganando así el torneo por primera vez. tiempo en su carrera.

### Pro Wrestling Guerrilla (2014-2018)
Sabre hizo su debut para Pro Wrestling Guerrilla en la Battle of Los Ángeles 2014 en la noche 1 en equipo con Chuck Taylor y Kenny Omega derrotando a Adam Cole y The Young Bucks. Luego avanzó a la segunda ronda al derrotar a Cole en la noche 2 antes de caer ante Kyle O'Reilly en la noche 3.
En abril de 2015, regresó a la promoción, respondiendo al desafío del campeón mundial PWG Roderick Strong en un combate por el título en Do not Sweat the Technique en un esfuerzo perdedor. Luego comenzó a hacer apariciones más frecuentes para la compañía, derrotando a Chris Hero en Mystery Vortex II antes de entrar en la Batalla de Los Ángeles 2015, derrotando al ganador del año anterior Ricochet en la primera ronda, Pentagón Jr. en la segunda ronda, y su compañero de equipo de mucho tiempo Marty Scurll en la semifinal antes de derrotar a Hero y "Speedball" Mike Bailey en la final para ganar el torneo.
En la noche 1 del All Star Weekend 12, Saber derrotó nuevamente a Adam Cole, y la noche siguiente después de casi un año completo desde su último partido PWG y meses de enfrentamientos, Saber derrotó a Strong para ganar el título PWG por primera vez.
En el show del decimotercer aniversario de PWG, Sabre derrotó a Kyle O'Reilly en su primera defensa del título. Inmediatamente después del partido hizo su segunda defensa con éxito, derrotando a Strong en un partido improvisado sin descalificación, que resultó ser el último de Strong para la compañía. Originalmente se suponía que Sabre se defendiera de Michael Elgin en el show anterior Prince, pero tuvo que retirarse debido a una lesión. Sabre entró en su tercer torneo de la Batalla de Los Ángeles en septiembre de 2016, derrotando a Tommy End en la primera ronda antes de perder ante Will Ospreay en los cuartos de final.
El 18 de febrero de 2017 Sabre volvió a heel y se unió a Marty Scurll. El 7 de julio, Sabre perdió el Campeonato del mundo de PWG a Chuck Taylor. En septiembre, Sabre entró en el torneo de la Batalla de Los Ángeles 2017 , derrotando a Jonah Rock en la primera ronda, antes de ser eliminado por Rey Fenix en los cuartos de final. En la noche dos de PWG's All Star Weekend 13, Sabre fue derrotado por WALTER.

### WWE (2016)
El 31 de marzo de 2016, Sabre fue anunciado como participante en el próximo torneo de la Serie Global Cruiserweight de la WWE. que más tarde fue rebautizado como "Cruiserweight Classic". El 14 de julio, Sabre derrotó a Drew Gulak en su partido de segunda ronda. El 26 de agosto, Sabre derrotó a Noam Dar para avanzar a las semifinales del torneo, donde fue derrotado el 14 de septiembre por Gran Metalik. Posteriormente, se informó que la pérdida de Sabre se debía a que no estaba de acuerdo con un contrato con la WWE a diferencia de los dos finalistas del torneo.

### New Japan Pro-Wrestling (2017-presente)

#### 2017
El 21 de febrero de 2017, se anunció que Saber debutaría con New Japan Pro-Wrestling (NJPW) en el espectáculo del cuarto aniversario de la promoción el 6 de marzo, donde desafiaría a Katsuyori Shibata para el Campeonato de Peso Pesado británico. Sabre ganó el partido con la ayuda de Minoru Suzuki y Davey Boy Smith Jr., uniéndose al stable Suzuki-gun cambiándose a heel nuevamente. Al día siguiente, Sabre inmovilizó al Campeón de Peso Abierto NEVER Hirooki Goto en un combate por equipos de ocho hombres. Esto llevó a Sabre desafiando sin éxito a Goto por el título el 9 de abril en Sakura Genesis. Sabre quedó fuera del Best of the Super Juniors 2017, ya que NJPW había decidido categorizarlo como un luchador de peso pesado en el futuro. En cambio, fue anunciado para el principal torneo de singles de NJPW, el G1 Climax 2017. Antes del G1 Climax, Saber participó en un torneo para coronar el primer Campeón Peso Pesado de los Estados Unidos de la IWGP en G1 Special in USA, donde llegó a las semifinales, antes de perder ante Tomohiro Ishii. El 17 de julio, Saber obtuvo una gran victoria en su primer combate de G1 Climax al derrotar al Campeón Intercontinental de la IWGP Hiroshi Tanahashi. Sabre llegó a terminar el torneo con un récord de cinco victorias y cuatro derrotas, sin poder avanzar a la final. El 16 de septiembre en Destruction in Hiroshima, Saber falló en su intento de capturar el Campeonato Intercontinental de Tanahashi.

#### 2018-presente
El 28 de febrero de 2018, Sabre fue anunciado como uno de los competidores en la New Japan Cup (2018). Sabre derrotó a Tetsuya Naito en la primera ronda, Kota Ibushi en la segunda ronda y Sanada en las semifinales, camino a la final. El 21 de marzo, Sabre derrotó a Tanahashi en la final, convirtiéndose en el segundo gaijin en ganar el torneo después de Giant Bernard en 2006. Después del combate, desafió al Campeón Peso Pesado de la IWGP Kazuchika Okada para una oportunidad por el título en Sakura Genesis. El 1 de abril en Sakura Genesis, Sabre fue derrotado por Okada para retener el título. Zack Sabre compitió en el G1 Climax 2018 finalizando con 12 puntos, no pudiendo avanzar debido a sus derrotas ante Kenny Omega y Kota Ibushi. En Wrestle Kingdom 13 venció a Tomohiro Ishii para retener el British Heavyweight Championship.

## En lucha
- Movimientos finales
  - European Clutch (Double wrist-clutch flip into a bridging cradle pin)

- Apodos
  - "British Master"[4]
  - "The Technical Wizard"

## Campeonatos y logros
- AM Wrestling/AW
  - Round Robin Tournament (2008)

- DDT Pro-Wrestling

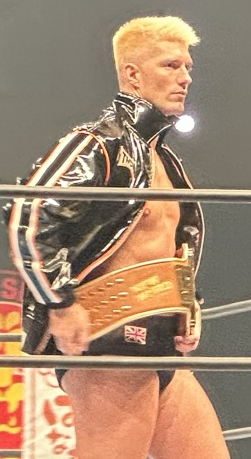
Sabre Jr. con el Campeonato Mundial Televisivo de NJPW inaugural.

  - DDT Ironman Heavymetalweight Championship (1 vez)[5]

- Defiant Wrestling/What Culture Pro Wrestling
  - Defiant Internet Championship|Defiant/WCPW Internet Championship (1 vez)[6][7]

- Evolve
  - Evolve Championship (1 vez)[8]

- German Stampede Wrestling
  - GSW Breakthrough Championship (1 vez)[9]

- International Pro Wrestling: United Kingdom
  - Unified British Tag Team Championship (2 veces) – con Marty Scurll
  - UK Super 8 Tournament (2014)[10]
  - Tag Team Tournament (2017) – con Jimmy Havoc

- New Japan Pro-Wrestling
  - IWGP World Heavyweight Championship  (2 vez)
  - NJPW World Television Championship (2 veces, e inaugural)
  - IWGP Tag Team Championship (3 veces) – con Taichi
  - G1 Climax (2024)
  - New Japan Cup (2018, 2022)

- NWA-UK Hammerlock
  - NWA United Kingdom Junior Heavyweight Championship (1 vez)
  - Ganador del Hardcore Lottery Tournament(2008)[11]

- Premier Promotions
  - PWF Middleweight Championship (1 vez)[12]
  - Trofeo Ian Dowland (2010)
  - Trofeo Ken Joyce (2011)
  - Trofeo Worthing (2012, 2013)

- Pro Wrestling Guerrilla
  - PWG World Championship (1 vez)
  - Battle of Los Angeles (2015)[13]

- Pro Wrestling NOAH
  - GHC Junior Heavyweight Tag Team Championship (2 veces) – con Yoshinari Ogawa

- Revolution Pro Wrestling
  - British Heavyweight Championship (4 veces)
  - Undisputed British Tag Team Championship (2 veces) - con Minoru Suzuki (1) y Marty Scurll (1)[14]

- Solent Wrestling Federation
  - Torneo One Night (2012)

- Triple X Wrestling
  - Triple X Wrestling Heavyweight Championship (1 vez)

- Westside Xtreme Wrestling
  - wXw Unified World Wrestling Championship (1 vez)1
  - wXw World Lightweight Championship (1 vez)1[15]
  - wXw World Tag Team Championship (1 vez) – con Big Daddy Walter[16]
  - Torneo 16 Carat Gold (2016)
  - Torneo wXw World Tag Team (2015) – with Big Daddy Walter
  - Ambition 4 Tournament (2013)

1 Ambos títulos fueron unificados para formar un único campeonato: el wXw Unified World Wrestling Championship.
- Pro Wrestling Illustrated
  - Situado en el Nº310 en los PWI 500 de 2014[17]
  - Situado en el Nº165 en los PWI 500 de 2015[18]
  - Situado en el Nº28 en los PWI 500 de 2016[19]
  - Situado en el Nº26 en los PWI 500 de 2017[19]
  - Situado en el Nº24 en los PWI 500 de 2018
  - Situado en el Nº43 en los PWI 500 de 2019
  - Situado en el Nº54 en los PWI 500 de 2020
  - Situado en el Nº101 en los PWI 500 de 2021
  - Situado en el Nº29 en los PWI 500 de 2022
  - Situado en el Nº36 en los PWI 500 de 2023

- Wrestling Observer Newsletter
  - Lucha 5 estrellas (2017) vs. WALTER el 21 de octubre
  - Lucha 5 estrellas (2018) vs. A-Kid el 14 de abril
  - Lucha 5 estrellas (2020) vs. Will Ospreay el 14 de febrero
  - Lucha 5 estrellas (2021) vs. Will Ospreay en New Japan Cup - Day 8 el 14 de marzo
  - Lucha 5 estrellas (2022) vs. Will Ospreay en New Japan Cup - Day 13 el 21 de marzo
  - Lucha 5 estrellas (2022) vs. Shingo Takagi en New Japan Cup - Day 14 el 26 de marzo